# Question juive
 (janvier 2022).
Si vous disposez d'ouvrages ou d'articles de référence ou si vous connaissez des sites web de qualité traitant du thème abordé ici, merci de compléter l'article en donnant les références utiles à sa vérifiabilité et en les liant à la section « Notes et références ».

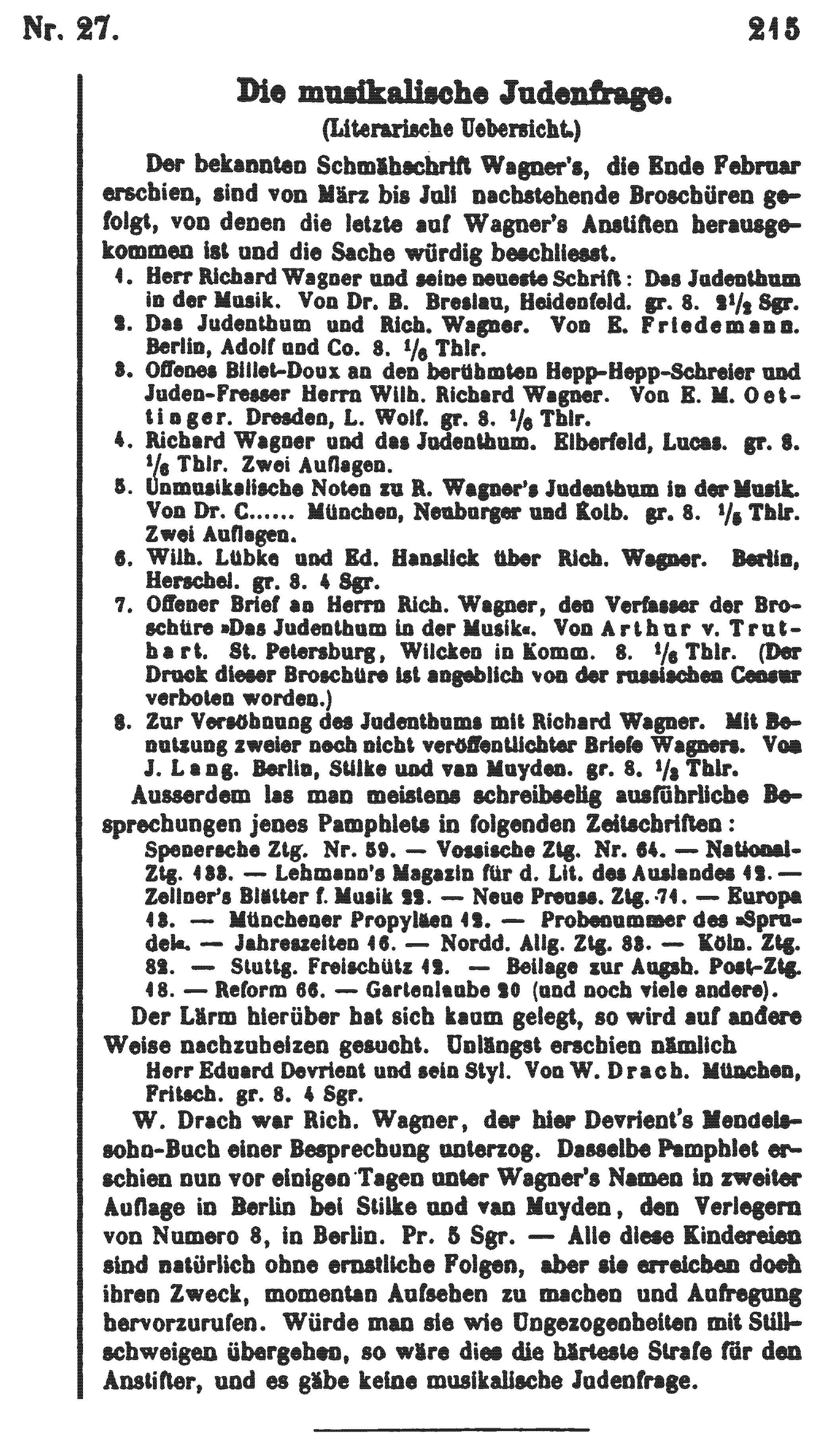
La question musicale juive, in: Allgemeine Musikalische Zeitung 1869, page 215

La question juive est une expression apparue à l'époque des Lumières, en Allemagne, qui faisait originellement référence à l'aptitude des Juifs à s'intégrer en Europe occidentale.
La « question juive » est l'objet de questions de Napoléon Ier à l'Assemblée des notables. L'Empereur désirait savoir si l'intégration des Israélites dans la nation française posait ou non problème. La réponse en fut négative, ce qui ouvrit, entre autres, aux membres de cette communauté l'accès aux grades de commandement militaire.
Cette locution n'est plus employée autant qu'auparavant, d'une part parce que la communauté juive a fondé l'État d'Israël, conçu comme un lieu de résidence permanent, et d'autre part parce que l'expression est associée à la solution finale mise en pratique par les nazis.
Plusieurs ouvrages y sont consacrés :
- La Question juive, un livre de Bruno Bauer publié en 1843 ;
- Sur la Question juive, un article de Karl Marx publié en 1844. C'est une réponse à l'ouvrage de Bruno Bauer ;
- La question juive dans son contexte historique et propositions pour sa solution, un livre de Josef Ringo, publié en 1917 ;
- La Conception matérialiste de la question juive, un livre d'Abraham Léon, qui est un ensemble de notes écrites entre 1940 et 1944 ;
- La Question juive, une revue publiée par les éditions Le Pont entre 1940 et 1944 ;
- Réflexions sur la question juive, un essai de Jean-Paul Sartre publié en 1946.

Si pour beaucoup, la question juive est en grande partie résolue avec la fondation de l'État d'Israël en 1948, elle continue d'alimenter la pensée contemporaine :
- La Condition réflexive de l'homme juif, un ouvrage de Robert Misrahi publié en 1963 ;
- La Libération du juif, un essai d'Albert Memmi publié en 1966 ;
- Le Monde moderne et la question juive, un livre d'Edgar Morin publié en 2006 ;
- Retour sur la question juive, d'Elisabeth Roudinesco, publié en 2009.
- Michel Dreyfus, Hannah Arendt et la question juive. Pour une relecture, Paris, Presses universitaires de France, 2023

Pendant l'occupation de la France par l'Allemagne et le régime de Vichy, plusieurs organismes antisémites sont créés, dont le nom fait référence aux « questions juives » :
- le Commissariat général aux questions juives ;
- l'Institut d'étude des questions juives.

## Voir également
- Histoire des Juifs en Allemagne
- Sionisme